# 動物星天頻道
動物星天頻道是台灣的网络系列節目，由網路紅人星期天團隊所製作。频道原本为配音、發音练习，後來與動物星球頻道合作介紹各品種動物的習性與生活習慣，打著既可以配音，又可以讓觀眾認識更多動物的理念營運頻道。频道雖然目前採取OTT服務，但团队仍争取進駐中華電信MOD及有線電視平台提供播送服務的机会。